# Chabařovice
Chabařovice város Csehországban, az Ústí nad Labem-i járásban. Chabařovice Modlany, Krupka, Přestanov, Ústí nad Labem, Chlumec és Řehlovice településekkel határos. Lakosainak száma 2551 fő (2024. január 1.).

## Népesség
A település lakosságának változását az alábbi diagram mutatja:
| Lakosok száma | 4211 | 6736 | 9107 | 5428 | 4002 | 2234 | 2535 | 2518 | 2523 | 2551 |
|               | 1869 | 1890 | 1921 | 1950 | 1980 | 2001 | 2017 | 2019 | 2022 | 2024 |